# IC 1466
IC 1466 је лентикуларна галаксија у сазвјежђу Рибе која се налази на листи објеката дубоког неба у Индекс каталогу.
Деклинација објекта је - 2° 46' 32" а ректасцензија 23h 3m 39,0s. Привидна величина (магнитуда) објекта IC 1466 износи 13,4 а фотографска магнитуда 14,4.